# Henry F. Naphen

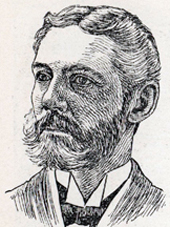
Henry F. Naphen

Henry Francis Naphen (* 14. August 1852 in Irland; † 8. Juni 1905 in Boston, Massachusetts) war ein US-amerikanischer Politiker. Zwischen 1899 und 1903 vertrat er den Bundesstaat  Massachusetts im US-Repräsentantenhaus.

## Werdegang
Noch in seiner Jugend kam Henry Naphen mit seinen Eltern aus seiner irischen Heimat nach Lowell in Massachusetts. Dort besuchte er die öffentlichen Schulen. Zeitweise wurde er auch privat unterrichtet. Danach studierte er bis 1878 an der Harvard University. Nach einem anschließenden Jurastudium an der School of Law der Boston University und seiner 1880 erfolgten Zulassung als Rechtsanwalt begann er in Boston in diesem Beruf zu arbeiten. Zwischen 1882 und 1885 war er Mitglied des Schulausschusses von Boston. Politisch schloss er sich der Demokratischen Partei an. In den Jahren 1885 und 1886 saß er im Senat von Massachusetts.
Bei den Kongresswahlen des Jahres 1898 wurde Naphen im zehnten Wahlbezirk von Massachusetts in das US-Repräsentantenhaus in Washington, D.C. gewählt, wo er am 4. März 1899 die Nachfolge von Samuel J. Barrows antrat. Nach einer Wiederwahl konnte er bis zum 3. März 1903 zwei Legislaturperioden im Kongress absolvieren. Im Jahr 1902 verzichtete er auf eine weitere Kandidatur. Henry Naphen starb am 8. Juni 1905 in Boston, wo er auch beigesetzt wurde.